# Sucellos

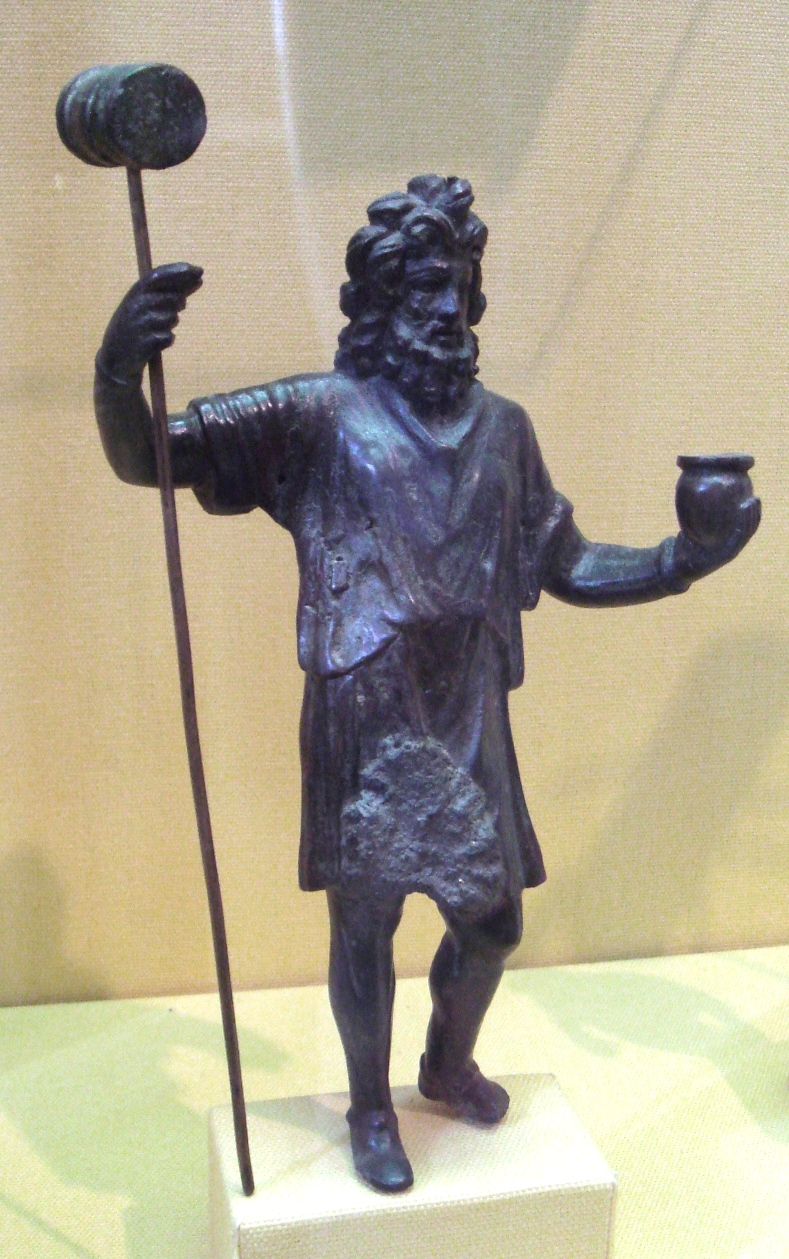
Una statuetta di Sucellos.

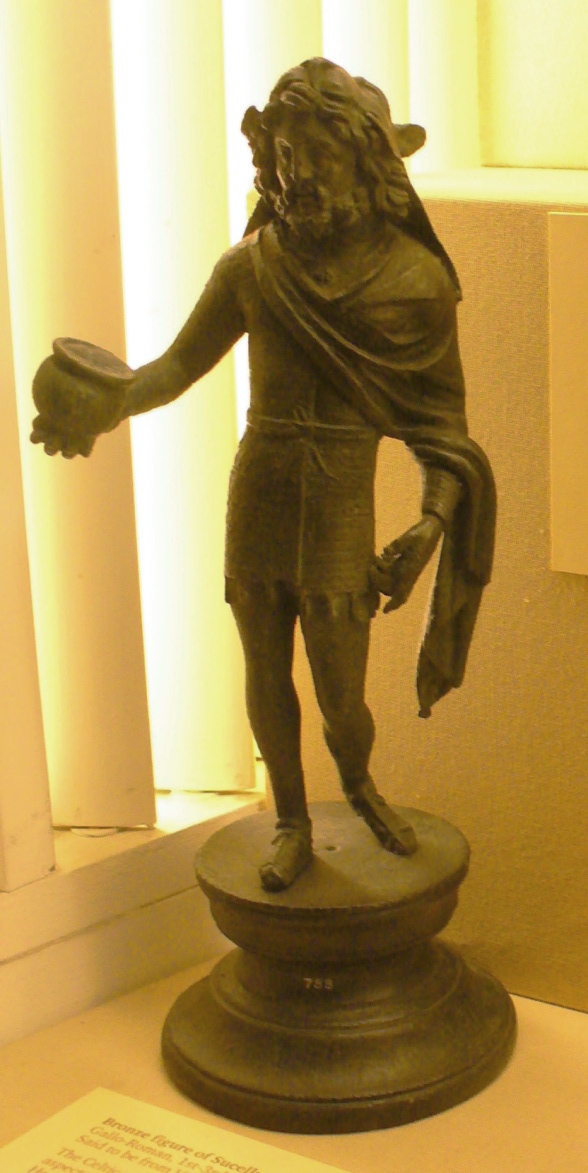
Raffigurazione bronzea di Sucellos, da Vienne.

Sucellos o Sucellus era un'antica divinità celtica dell'agricoltura, delle foreste e delle bevande alcooliche.
Il suo nome vorrebbe dire colui che batte bene, che lo collegherebbe in maniera molto forte al proprio martello.
Sucellos viene mostrato come un uomo di mezza età con barba ed un grande martello come attributo; può reggere una coppa o una patera e viene raffigurato a volte con la moglie Nantosuelta.
I Romani identificarono Sucellos con il loro Silvano per via del comune carattere agreste.
Sucellos può anche essere il corrispettivo gallico del posteriore dio irlandese Dagda, anch'esso infatti possiede un maglio, una mazza e un calderone dell'abbondanza.
Secondo alcuni studiosi sarebbe poi il Dis Pater gallico, in quanto custode, tramite il calderone, delle ricchezze e in quanto "buon battitore" decisore della vita e della morte degli uomini, come il corrispettivo Dagda. 
Dagda inoltre era sposo della Mórrígan, Sucellos è raffigurato spesso con la dea Nantosuelta, anch'essa divinità con corvo e simbolo di fertilità e regalità.

## Fonti
- Delamarre, X. (2003). Dictionnaire de la Langue Gauloise (2nd ed.). Paris: Editions Errance. ISBN 2877722376
- Deyts, S., Ed. (1998) A la rencontre des Dieux gaulois, un défi à César. Paris, Réunion des Musées Nationaux. ISBN 2-7118-3851-X
- Paul-Marie Duval. (1957-1993) Les dieux de la Gaule. Paris: Presses Universitaires de France / Éditions Payot.
- Jufer, N. and T. Luginbühl (2001) Répertoire des dieux gaulois. Paris, Editions Errance. ISBN 2-87772-200-7
- Reinach, S. (1922) Cultes, mythes et religions